# Зорница (Хасковская область)
Зорница (болг. Зорница) — село в Болгарии. Находится в Хасковской области, входит в общину Хасково. Население составляет 283 человека.

## Политическая ситуация
В местном кметстве Зорница, в состав которого входит Зорница, должность кмета (старосты) исполняет Айдын Мухамед Шакир (Движение за права и свободы (ДПС)) по результатам выборов.
Кмет (мэр) общины Хасково — Георги Иванов Иванов (коалиция партий: партия «Родина», демократический союз «Радикалы») по результатам выборов.